# Benjamin Henrichs
Benjamin Henrichs (* 23. února 1997 Bocholt) je německý profesionální fotbalista, který hraje na pozici krajního obránce nebo středního záložníka za německý klub RB Leipzig.

## Klubová kariéra
Za Leverkusen debutoval na hřišti Dortmundu 20. září 2015, Leverkusen podlehl 0–3 a Henrichs se do hry dostal v 78. minutě, kdy vystřídal Karima Bellarabiho.
Na podzim trávil hrací čas hlavně s dorostenci, v závěru ročníku na jaře se však probojoval do základní sestavy. Následující ročník 2016/17 odehrál celkově 29 ligových zápasů a další přidal v domácím poháru a v Lize mistrů.
V srpnu 2018 jej koupilo AS Monaco za dvacet milionů eur. Henrichs s Monacem uzavřel smlouvu na pět let.
Začátkem července 2020 jej získalo na hostování RB Leipzig.

## Úspěchy
Německo
- Konfederační pohár
  - 1. místo (2017)